# Дідковицька сільська рада
Дідковицька сільська рада — колишня адміністративно-територіальна одиниця та орган місцевого самоврядування у Народицькому і Коростенському районах Коростенської і Волинської округ, Київської і Житомирської областей Української РСР України з адміністративним центром у с. Дідковичі.

## Населені пункти
Сільській раді були підпорядковані населені пункти:
- с. Дідковичі
- с. Булахівка

## Населення
Кількість населення ради, станом на 1923 рік, становила 2 771 особу, кількість дворів — 560.
Відповідно до результатів перепису населення СРСР, кількість населення ради, станом на 12 січня 1989 року, становила 892 особи.
Станом на 5 грудня 2001 року, відповідно до перепису населення України, кількість мешканців сільської ради становила 544 особи.

## Склад ради
Рада складалася з 12 депутатів та голови.

## Керівний склад сільської ради
| ПІБ                        | Основні відомості                                                               | Дата обрання | Дата звільнення |
| -------------------------- | ------------------------------------------------------------------------------- | ------------ | --------------- |
| Воробієнко Віра Григорівна | Сільський голова, 1961 року народження, освіта, позапартійна                    | 26.03.2006   | 31.10.2010      |
| Воробієнко Віра Григорівна | Сільський голова, 1961 року народження, освіта середня спеціальна, позапартійна | 31.10.2010   |                 |

Примітка: таблиця складена за даними джерела

## Історія
Створена 1923 року в с. Дідковичі Татарновицької волості Коростенського повіту Волинської губернії. Станом на 17 грудня 1926 року на обліку в раді значаться Глинище, Межиріцький, Очеретовате, Перегірка, Самичів, Теснів, Угольце, Чисте Болото, котрі не перебувають на обліку 1 жовтня 1941 року; на 1 жовтня 1941 року числиться с. Маськовщина, котре відсутнє в обліку на 1 вересня 1946 року.
Станом на 1 вересня 1946 року сільська рада входила до складу Народицького району Житомирської області, на обліку в раді перебувало с. Дідковичі.
10 лютого 1952 року на обліку числиться х. Булах (згодом — с. Булахівка).
На 1 січня 1972 року сільська рада входила до складу Коростенського району Житомирської області, на обліку в раді перебували села Булахівка та Дідковичі.
Виключена з облікових даних 17 липня 2020 року. Територію та населені пункти, відповідно до розпорядження Кабінету Міністрів України № 711-р від 12 червня 2020 року «Про визначення адміністративних центрів та затвердження територій територіальних громад Житомирської області», включено до складу Коростенської міської територіальної громади Коростенського району Житомирської області.
Входила до складу Народицького (7.03.1923 р., 8.12.1966 р.) та Коростенського (30.12.1962 р., 3.04.1967 р.) районів.